# Jean-Jacques Lecot
Pour les articles homonymes, voir Lecot.
Jean-Jacques Lecot est un acteur français, né à Paris 11e le 22 mars 1917 et mort à Paris 13e le 11 mars 1978. Il meurt le même jour que Claude François.

## Filmographie
- 1943 : Béatrice devant le désir de Jean de Marguenat
- 1944 : Florence est folle de Georges Lacombe - Bobby
- 1945 : La Boîte aux rêves d'Yves Allégret et Jean Choux
- 1945 : Nuits d'alerte de Léon Mathot
- 1945 : La Route du bagne de Léon Mathot
- 1946 : Le silence est d'or de René Clair
- 1947 : La Vie en rose de Jean Faurez
- 1948 : Cinq tulipes rouges de Jean Stelli
- 1948 : Le Sorcier blanc de Marcel Blistène
- 1948 : Suzanne et ses brigands d'Yves Ciampi
- 1949 : Le Grand Rendez-vous de Jean Dréville - M. Lecointre
- 1949 : L'Homme aux mains d'argile de Léon Mathot
- 1950 : Bibi Fricotin de Marcel Blistène
- 1950 : Quai de Grenelle d'Emile-Edwin Reinert
- 1951 : Rue des Saussaies de Ralph Habib - Un gangster
- 1951 : Le Garçon sauvage de Jean Delannoy
- 1952 : Les Amours finissent à l'aube d'Henri Calef
- 1953 : Thérèse Raquin de Marcel Carné
- 1954 : Les Chiffonniers d'Emmaüs de Robert Darène - Le mécano
- 1954 : Marie-Antoinette de Jean Delannoy - Saintève
- 1955 : Dix-huit heures d'escale de René Jolivet - Mario
- 1955 : Chiens perdus sans collier de Jean Delannoy
- 1955 : Gueule d'ange de Marcel Blistène
- 1956 : La Meilleure Part d'Yves Allégret - Pasquier, un ingénieur
- 1956 : Sylviane de mes nuits de Marcel Blistène
- 1957 : Cargaison blanche de Georges Lacombe - Tony
- 1957 : Les Espions d'Henri-Georges Clouzot - Le faux contrôleur
- 1957 : Rafles sur la ville de Pierre Chenal - L'inspecteur Falzer, de la P.J.
- 1957 : La Route joyeuse - The happy road de Gene Kelly - Le père
- 1957 : Les Violents d'Henri Calef
- 1958 : Ça n'arrive qu'aux vivants de Tony Saytor
- 1958 : Croquemitoufle de Claude Barma
- 1958 : Le vent se lève d'Yves Ciampi - Crewman

## Théâtre
- 1950 : M’sieur Nanar opérette de Jean-Jacques Vital, Pierre Ferrari et André Hornez, musique Bruno Coquatrix, mise en scène Fred Pasquali,  théâtre de l'Étoile